# Вонозеро (присілок)
Вонозеро (рос. Вонозеро) — присілок у Лодєйнопольському районі Ленінградської області Російської Федерації.
Населення становить 74 особи. Належить до муніципального утворення Альоховщинське сільське поселення.

## Історія
Згідно із законом від 20 вересня 2004 року № 63-оз належить до муніципального утворення Альоховщинське сільське поселення.

## Населення
| 1910 | 1927 | 1958 | 1990 | 1997 | 2007 | 2010 |
| ---- | ---- | ---- | ---- | ---- | ---- | ---- |
| 555  | ↗719 | ↘282 | ↘124 | ↘111 | ↘91  | ↗97  |
| 2014 | 2015 | 2016 |      |      |      |      |
| ↘74  | ↗77  | ↘74  |      |      |      |      |